# GBU-57

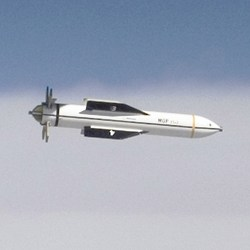
GBU-57 벙커버스터

GBU-57 MOP(Massive Ordnance Penetrator)은 미국 공군의 초대형 벙커버스터 재래식 폭탄이다. 무게 14톤인 정밀유도 폭탄이다.

## 역사
미국은 2003년 이라크 침공 당시 사담 후세인의 지하벙커를 표적 삼아 벙커버스터를 발사했지만 관통력이 떨어져 전과를 얻지 못했다.
2009년 GBU-57을 개발했다. 재래식 폭탄이면서도 기존의 어떤 벙커파괴용 핵폭탄보다도 콘크리트 관통력이 크다.
이전까지 벙커버스터는 무게 2.2t에 6m 철근 콘크리트를 관통하는 GBU-28과 GBU-37이 대세였다.
2011년 11월 기준으로, 미국 공군은 16발을 보유중이다. 2012년 3월 기준으로, 화이트맨 공군기지에 배치되어 있다.
2011년 4월 7일, 미국 공군은 MOP 8발과 지원 장비를 2800만 달러에 구매했다. 한발에 350만 달러(40억원)이다.
미군의 공대지 유도폭탄인 GBU-43나 GBU-57는 지하 강화콘크리트 60 m를 관통한다. GBU-43은 MOAB(Mother Of All Bombs, '모든 폭탄의 어머니')이라고 부른다.
GBU-57 몹은 GBU-43 모압 보다 40% 대형이다. GBU-57은 스텔스 폭격기 B-2 스피릿에 2발을 장착할 수 있다.

## 비교
- GBU-43 MOAB, 무게 9.5톤, 탄두중량 8.4톤, 폭발력 TNT 11톤, 가격 2억원
- GBU-57 MOP, 무게 13.6톤, 탄두중량 2.4톤, 가격 40억원
- FOAB, 무게 7.1톤, 폭발력 TNT 44톤

## 제원
- 길이: 20.5 feet (6.2 m)
- 직경: 31.5 inches (0.8 m)
- 무게: 30,000 pounds (13,608 kg)
- 탄두중량: 5,300 pounds (2,404.0 kg) 고폭탄
- 관통력: 200 ft (61 m), 강화콘크리트 8 m

## 같이 보기
- GBU-43 MOAB(Mother Of All Bombs, '모든 폭탄의 어머니')
- BLU-82